# Anita-Blake-Serie
Die Anita-Blake-Serie ist eine Horrorromanreihe der US-amerikanischen Autorin Laurell K. Hamilton. Sie begann in den frühen 1990ern und wird bis heute fortgesetzt. Allerdings müssen die deutschen Fans auf Englisch weiterlesen, da der Verlag Bastei Lübbe, der die deutsche Übersetzung herausgab, die weiteren Veröffentlichungen eingestellt hat, weil der Inhalt der beliebten Serie, zumindest in der weiteren Entwicklung, nicht zur Philosophie des Verlages passte. Erzählt werden die Abenteuer der Totenbeschwörerin Anita Blake, die ihre Fähigkeiten für die Polizei und Gerichtsmedizin einsetzt. Hamilton vermischt dabei Genres wie Horror, Thriller, Kriminalroman und Romanze.

## Publikationsgeschichte
Die Reihe erscheint seit 1993 bei dem New Yorker Verlag Ace Books. Im Jahr 2003 begann der Verlag Bastei Lübbe, die Romane auf Deutsch herauszugeben. Übersetzt wurden sie von Angela Koonen.
Seit dem 20. Oktober 2006 wird Guilty Pleasures von Marvel Comics als monatliches Comic herausgegeben.
Am 3. November 2008 erschien das erste Hörbuch zu Bittersüsse Tode im Verlag BreuMedia.

## Handlung

### Grundzüge
Vampire sind im Buch seit zwei Jahren legale Bürger der USA und dürfen wie jeder Mensch Geschäfte betreiben und besitzen. Anita Blake, ein sogenannter Animator (von lat. animare, „zum Leben erwecken“; animus, „Geist, Seele“) bzw. Totenbeschwörer, arbeitet in St. Louis für eine Agentur, die Tote für legale Zwecke erweckt. Nebenberuflich arbeitet sie als Beraterin der neu gegründeten Polizeieinheit für übernatürliche Verbrechen, genannt R.P.I.D, gesprochen „rip it“, und ist gleichzeitig die vom Bundesstaat bestellte Vampirhenkerin.

Die Serie konzentriert sich auf die Hauptperson. Ihre komplizierte Beziehung mit der übernatürlichen Welt und ihre teilweise unberechenbaren Kräfte spielen eine übergeordnete Rolle, ein weiterer wichtiger Aspekt ist die Erläuterung der Welt selber, in der Anita lebt, weil diese sie in ihrer Entwicklung und ihren zwischenmenschlichen Beziehungen stark beeinflusst. Die Mischung aus Krimi, Thriller und Horrorgeschichte wird durch humorvolle Elemente, darunter die Selbstironie der Hauptfigur, ergänzt.
Die englischen Originaltitel der Romane beziehen sich immer auf einen wichtigen Ort der Handlung des entsprechenden Bandes.

### Band 1: Bittersüsse Tode (Guilty Pleasures)
Anita Blake erhält von Nikolaos, dem tausendjährigen Meistervampir der Stadt, den Auftrag, einige mysteriöse Morde an Vampiren aufzuklären. Als sie ihn abweist, stellt man ihr eine Falle, in deren Verlauf sich Anita entscheiden muss: entweder sie nimmt den Auftrag an oder ihre Freundin Catherine stirbt.
Der Vampir Jean-Claude, welcher die Erpressung mitorganisierte, verfolgt eigene Motive. Er versieht Anita mit zwei von vier Zeichen, welche sie zu seiner menschlichen Dienerin machen sollen. Sie wird dadurch immun gegen Vampirblicke (die einen Menschen in den Bann der Vampire ziehen) und ist durch eine Art Lebensband mit Jean-Claude verbunden, durch das er ihr Lebenskraft geben, aber auch entziehen kann.
Während Anita sich mit diesen Veränderungen zu arrangieren versucht, gestaltet sich die Aufklärung der Morde nicht so einfach. Der einzige Zeuge ist tot, und die Beschwörung seines Geists führt zu keinem Hinweis. Bei der Suche nach dem Mörder wird Anita Blake der junge Stripper Phillip zur Seite gestellt, der die Aufgabe hat, sie mit der Vampir-Szene vertraut zu machen. Allerdings wird Anita als Vampirhenkerin von den Vampiren gefürchtet und gemieden. Weiterhin taucht Anitas alter Freund Edward auf, der den Unterschlupf von Nikolaos erfahren will und auch vor Folter nicht zurückschreckt, um seine Ziele zu erreichen. Edwards Spitzname ist „Der Tod“. Er ist ein Auftragskiller, der sich auf übernatürliche Wesen spezialisiert hat, da Menschen für ihn zu leicht umzubringen sind.
Die Spur führt zu einer Gruppe Vampir-Junkies, zu denen einst auch Phillip gehörte. Auf einem ihrer Treffen rettet Anita einen anderen Totenbeschwörer namens Zachary. Dieser ist bereits tot und als Herr einer Ghoultruppe zurückgekehrt. Allerdings „lebt“ Zachary nur, solange er Vampire opfert. Während Anita unschlüssig ist, ob sie Zachary an Nikolaos ausliefern soll, tötet die Meisterin den jungen Phillip grundlos. Anita kann ihr nur knapp entkommen und schwört Rache.
Gemeinsam mit Edward beschließt sie, Nikolaos zu töten. Begleitet von Rafael, dem Anführer der Werratten, dringen sie in den Unterschlupf der Vampirmeisterin ein. Bei dem finalen Kampf werden Nikolaos und Zachary getötet. Jean-Claude übernimmt nun den Posten als neuer Meistervampir der Stadt und macht sich weiterhin an Anita ran, die ihn jedoch nicht leiden kann und so kommt es in diesem und in den folgenden Teilen immer wieder zu Auseinandersetzungen zwischen den beiden.

### Band 2: Blutroter Mond (Laughing Corpse)
Der Millionär Harold Gaynor bittet Anita Blake, gegen großzügige Bezahlung einen 300 Jahre alten Leichnam für ihn zu erwecken. Dazu bräuchte Anita eine „weiße Ziege“, ein Synonym für ein Menschenopfer, weshalb sie den Auftrag ablehnt.
Bei dem neuen Mordfall, den Anita für die Polizei aufklären soll, nimmt sie als Mörder einen fleischfressenden Zombie an. Einen solchen können in der Stadt jedoch nur wenige Menschen erwecken: sie selbst, der kürzlich ermordete Animator Peter Burke und die Voodoopriesterin Dominga Salvador, die Anita als Schülerin für sich gewinnen will. Als Anita dieses Angebot ausschlägt, schickt Dominga ihr zwei Zombies in die Wohnung, welche sie töten sollen. Auch John Burke, der Bruder des ermordeten Peter Burke, entpuppt sich als Voodoopriester und kommt so ebenfalls für die Zombie-Morde als Täter in Frage.
Der Journalist und Werwolf Irving Griswold vermittelt Anita den Kontakt zu der Prostituierten „Rollstuhl-Wanda“ und der Meistervampir Jean-Claude verhilft ihr zu einem Interview mit Wanda. Dabei findet Anita heraus, dass Gaynor auf behinderte Frauen steht und es sich in den Kopf gesetzt hat, einen alten Schatz seiner Familie zu finden.
Nach einem weiteren Mord können Anita und John Burke den Zombie aufspüren. Sie gelangen so in den Besitz eines magischen Amulettes, das von der Voodoopriesterin Dominga erschaffen wurde. Als Anita und John Dominga mit den Beweisen konfrontieren, verschlingt diese das Amulett auf magische Weise. Doch nach einem Geständnis ihres Enkelsohnes kann die Polizei sie trotzdem verhaften. Anita stellt schließlich noch einen weiteren mordenden Zombie. Als sie kurz darauf von den Bodyguards des Millionärs Gaynor entführt wird, erfährt sie von ihm, dass Peter Burke und Dominga Salvador – die inzwischen gegen Kaution von einem befreundeten Richter entlassen wurde – für die Erweckung des zweiten Zombies verantwortlich waren. Da die beiden jedoch nicht wussten, dass der zu Erweckende zu seinen Lebzeiten selbst ein Animator war, schlug die Erweckung fehl und der Zombie geriet außer Kontrolle. Gaynor will Anita nun zwingen, einen weiteren seiner Vorfahren wiederzuerwecken. An dessen Grab kann Anita jedoch die beiden Leibwächter überwältigen und den gesamten Friedhof erwecken. Sie befiehlt den auferstandenen Zombies, Dominga und Gaynor zu töten.

### Band 3: Zirkus der Verdammten (Circus of the Damned)
Die Geschichte beginnt zwei Monate nach Blutroter Mond in Anitas Büro, wo Jeremy Rubens, der eine neue Gruppe von Vampirhassern, die diese auslöschen wollen, gegründet hat, und Karl Inger ihr einen Job anbieten: Sie soll den beiden die Identität und das Versteck des Meisters der Stadt nennen, doch Anita weigert sich.
Nach diesem unerfreulichen Gespräch ruft auch noch Dolph an: Ein Mann namens Carl Rupert wurde durch mehrere Vampirbisse getötet. Dies scheint die Tat eines Meistervampirs zu sein und so vereinbart Anita ein Treffen mit Jean-Claude im Zirkus der Verdammten, wo sie Richard Zeeman kennenlernt.
Am Abend ruft Dolph erneut an, da es einen weiteren Toten gibt und Anita merkt, dass der andere Tote in dieser Nacht als Vampir auferstehen wird. Als die beiden jedoch mit Verstärkung im Leichenschauhaus eintreffen, ist bereits das gesamte Personal tot und ihnen gelingt es nur knapp ihn zu töten.
Gleich darauf muss sie jedoch zu ihrem Azubi, Larry Kirkland, auf den Friedhof, um ihm beim Erwecken eines Toten zu helfen. Dort werden sie erst von Rubens und seiner Gruppe und anschließend auch noch von Vampiren angegriffen. Der Anführer dieser Vampire ist Alejandro, ein sehr alter Meistervampir, der von Anita Namen und Unterschlupf des Meisters der Stadt verlangt. Als Anita sich weigert, beschließt er, sie zu seiner Dienerin zu machen und versieht sie mit dem ersten Zeichen. Als Jean-Claude davon erfährt, dass sein Plan Anita zu seinem menschlichen Diener zu machen und so seine Macht zu festigen, zu scheitern droht, gibt er ihr das dritte Zeichen.
Anita ist davon alles andere als begeistert und als Karl Inger sie am nächsten Morgen anruft und mitteilt, dass jemand plant, den Meister von St. Louis zu töten, willigt sie ein, sich mit ihm zu treffen. Dieser jemand ist niemand anders als ein Millionen Jahre alter Meistervampir namens Mr. Oliver, der die alte Ordnung wiederherstellen und den Vampiren wieder ihre Rechte nehmen will. Anita, die von diesen Argumenten überzeugt wurde und immer noch wütend ist, verrät Jean-Claude an ihn.
Doch sie hat damit einen furchtbaren Fehler begangen: Während eines Telefonats mit Dolph erfährt sie, dass Mr. Oliver ein Blutbad anrichten will und so warnt sie Jean-Claude und ruft Edward an. Die beiden treffen sich beim Zirkus, wo der Kampf stattfinden soll, um an Jean-Claudes Seite zu kämpfen.
Im Laufe dieser Schlacht um die Seele von St. Louis erhält Anita das vierte Zeichen von Alejandro, der, wie sich herausstellt, Olivers Diener ist – Anita wird somit zu seinem menschlichen Diener. Da er selbst nun keine Kräfte mehr von Anita anzapfen kann, verliert Jean-Claude den Kampf gegen Oliver und Anita soll ihm mit Pflock und Hammer den Todesstoß geben. Anita rammt jedoch stattdessen Oliver den Pflock ins Herz und reißt anschließend auch noch Alejandro das Herz aus der Brust. Da ihr Meister nun tot ist, bleibt auch Anitas Herz stehen. Sie wacht jedoch eine Woche später im Krankenhaus auf, wo sich herausstellt, dass Richard ein Werwolf ist und Alejandros Zeichen die von Jean-Claude ausgelöscht haben. Nun sind sie und Richard ein Paar.

### Band 4: Gierige Schatten (The Lunatic Cafe)
Wie fast alle Bände beginnt auch dieser mit einem Gespräch in Anitas Büro. George Smitz erzählt, dass seine Frau, der Werwolf Peggy, verschwunden ist. Bei einer Verabredung mit Richard taucht auch Jean-Claude auf und erzählt, dass Richard um die Führerschaft der Werwölfe kämpft. Anita ist böse, da Richard diese Information vor ihr verborgen gehalten hat. Als Dolph sie anruft, muss sie den Streit abbrechen. Die gefundene Leiche wurde von einem Wergeschöpf getötet.
Wieder zu Hause angekommen, trifft Anita auf Irving, der ihr erklärt, dass Marcus, der Werwolf-Anführer, sie sprechen will. Sie fahren zu einem Treffen aller Wergeschöpfe der Stadt, wo Anita von dem Werschwan Kaspar erfährt, dass weitere Wergeschöpfe verschwunden sind. Sie macht auch Bekanntschaft mit Gabriel, dem Anführer der Werleoparden, und seiner Gefährtin Elisabeth. Bei einem Streit tötet sie den Werwolf Alfred. Später trifft sich Anita mit Edward, der ihr einen Film zeigt, in dessen Verlauf eine Frau beim Sex mit Alfred und einem maskierten Werleoparden getötet wird. Um die Identität des Werleoparden zu klären, holt sie Richard dazu. Er erzählt ihr, dass Raina, die Gefährtin von Marcus, Pornovideos dreht. Anita erfährt, dass Jean-Claude noch Schwierigkeiten hat, seine Position als Meister der Stadt zu halten. Er ist eine Allianz mit Marcus und Raina eingegangen und bezahlt sie mit Vampiren für ihre Porno-Videos.
Bei einem Streit von Richard und Jean-Claude um Anita explodiert eine magische Verbindung zwischen ihnen. Von den magischen Möglichkeiten beeindruckt, will Jean-Claude seine Position dadurch stärken und Richard ohne Kampf die Werwolf-Führerschaft gewinnen. Als Kaspar anruft und ihr erzählt, dass er Jason, einen Werwolf in Jean-Claudes Diensten, gefunden hat, fahren sie zu seinem Haus und werden von einigen Jägern gefangen genommen. Kaspar hat die Wergeschöpfe als exklusive Jagdbeute verkauft. Sie schließen die vier Gefangenen in Käfige, Jason dabei in einen mit Anita. Da es gerade Vollmond ist, soll sich Jason verwandeln und, nicht mehr Herr seiner Sinne, Anita fressen. Den Gefangenen gelingt es jedoch, sich zu befreien und die Jäger zu töten.
Im Abspann erzählt Anita, dass sie sich weiter mit Richard und Jean-Claude trifft und beiden Weihnachtsgeschenke macht. Raina und Gabriel wussten angeblich nichts davon, dass Alfred die Frau in dem Video töten wollte. Einige Monate später schickt Edward Anita ein Paket mit einer Schwanenhaut und einer Notiz, in der er erklärt, dass Marcus ihn mit dem Mord beauftragt hat. Anita hängt die Haut zu Richard Entsetzen an ihre Wand.

### Band 5: Bleiche Stille (Bloody Bones)
Anita fliegt mit Larry Kirkland, ihrem jungen Kollegen, nach Branson (Missouri). Dort soll ein ganzer Friedhof erweckt werden, um die Besitzverhältnisse zu klären. Der Anwalt Stirling berichtet, dass die Familie Bouvier behauptet, dass das Grundstück ihnen gehört. In diesem Fall wäre Stirlings Projekt nicht umsetzbar. Während der Inspektion des Friedhofes ruft Dolph an und berichtet von einem Mord an mehreren Jugendlichen in der Nähe. Am Tatort treffen sie auf Sergeant Freemont, welche den Fall selbst lösen will und nur ungern Anitas Hilfe akzeptiert. Diese stellt fest, dass die drei Teenager von einem Messer getötet wurden, jedoch so schnell und kräftig, dass nur ein Vampir als Täter in Frage kommt.
Um die Zeremonie vorzubereiten, fahren die beiden zu dem Restaurant der Bouviers. Dort treffen sie auf Magnus und Dorcas, die beiden Bouviers-Geschwister, welche Halb-Elfen sind.
Die junge Ellie Quinlan liegt tot in ihrem Kinderzimmer und wird als freiwilliger Vampir auferstehen. Dies können ihre Eltern nicht akzeptieren und bestehen darauf, dass Anita sie sicherheitshalber pfählt. Anita bittet die Quinlans noch 24 Stunden mit der Pfählung zu warten. Um den Vampir aufzuspüren, gehen Anita, Larry, Sheriff St. John und einige Deputys in den Wald, wo sie von einer Gruppe Vampire angegriffen werden. Einer der Vampire benutzt ein Schwert und zwei Deputys werden getötet, ehe sie entkommen können. Sie ruft Jean-Claude an, welcher ihr erklärt, dass der Vampir mit dem Schwert Xavier heißt und Pädophiler ist. Er bietet ihr an, nach Branson zu kommen.
Am Morgen dringt Dorcas in Anitas Hotelzimmer ein und sucht Magnus. Sie erzählt ihr, dass vor Jahrhunderten einer ihrer Vorfahren ein Elfenmonster namens Rawhead and Bloody Bones gefangen genommen hat. Mit Hilfe dessen Blutes war es möglich, dass die Bouviers die Elfenfähigkeiten behalten haben. Bloody Bones ist in einem magischen Gefängnis gefangen, das unterhalb des Friedhofes liegt. Anita besteht darauf, das Gefängnis aus Sicherheitsgründen zu besichtigen.
Am Abend treffen sich Anita, Jean-Claude, Jason und Larry mit der Meisterin der Stadt, Seraphina. Beim Treffen mit ihr ist Jean-Claude sehr erstaunt über ihre stark gewachsenen Kräfte. Seraphina verspricht den unbekannten Vampir, Xavier, zu suchen und zu stellen. Beim vereinbarten Treffen mit Dorcas am Gefängnis von Bloody Bones finden sie Magnus vor, welcher gerade das Blut des Elfenmonsters trinkt. Dorcas erkennt, dass Magnus dies bereits seit Jahren tut, um seine Kräfte zu verstärken. Anita stimmt zu, nicht den gesamten Friedhof zu erwecken, damit das Gefängnis hält. Bei der Erweckungszeremonie verbinden Anita und Larry ihre Kräfte, um die Körper zu erwecken. Als etwas schiefgeht, wird der gesamte Friedhof erweckt und Bloody Bones bricht aus seinem Gefängnis aus. Sie erfahren, dass Seraphina Stirling dazu gebracht hat, den Friedhof auferstehen zu lassen, damit sie selbst von Bloody Bones trinken kann. Xavier gehört zu Seraphinas Gefolge. Jean-Claude, Larry, Jason und Anita fahren zu Seraphina. Als Bloody Bones auftaucht und seine versprochene Freiheit verlangt, verweigert Seraphina ihm diese. Ein gebrochenes Versprechen gegenüber einem Elf entbindet ihn jedoch von jeglichen Verpflichtungen, und somit ist Bloody Bones frei. Um dies zu verhindern, töten Xavier und Anita ihn mit Waffen aus Eisen, welches tödlich für Elfen ist. Seraphina ist sehr wütend über den Machtverlust und verlangt, dass Anitas Bloody Bones ersetzt. Um Jean-Claude, Jason und Larry zu retten, willigt sie ein.
Am nächsten Morgen wacht sie in Seraphinas Sarg auf. Magnus will sie am Verlassen des Hauses hindern, während des folgenden Kampfes erweckt Anita die Vampirin Ellie. Anitas Fähigkeiten als Nekromant ermöglichen ihr, jede Form von Tod zu beherrschen, auch Vampire. Dies ist auch der Grund, warum Nekromanten in früheren Zeiten von den Vampiren umgebracht wurden. Anita befiehlt Ellie Magnus festzuhalten, damit sie fliehen kann. Die beiden verbrennen im Sonnenlicht. Das Haus wird von FBI in Brand gesetzt, und Seraphina stirbt darin.

### Band 6: Tanz der Toten (The Killing Dance)
Anita Blake soll dem Vampir Sabin helfen, der aus Liebe zu einer Frau auf Menschenblut verzichtet und deshalb langsam verrottet. Allerdings weiß sie keinen Rat, verspricht dem Vampir und seinem menschlichen Diener Dominic Dumare aber, sollte ihr etwas Hilfreiches einfallen, es ihnen auf jeden Fall mitzuteilen. Kurz darauf ruft Edward sie an, um ihr mitzuteilen, dass ihm der Auftrag, sie umzubringen angeboten wurde. Diesen lehne er zwar ab, aber aufgrund der Kopfgeldsumme von 500.000 Dollar würde ihn mit Sicherheit bald ein anderer annehmen.
Nach einem Angriff in ihrer Wohnung beschließt Anita, erstmal zu Richard zu ziehen. Davor braucht allerdings Stephen ihre Hilfe, der von Raina und Gabriel unfreiwillig für ihre Pornos benutzt wird. Langsam wird Anita klar, dass Richard in argen Schwierigkeiten steckt, weil er sich weigert, Markus endlich zu töten und dessen Platz als Anführer der Werwölfe einzunehmen. Dies führt mal wieder zum Streit zwischen den beiden, der auch nicht wirklich endet, als sie Stephen erfolgreich befreien. Edward taucht ebenfalls auf, um Anita zu helfen.
Bei der Einweihung von Jean-Claudes neuem Club wird Anita mit Jean-Claude fotografiert und gefilmt, was diese natürlich nicht sonderlich gut findet, da sie den Vampir eigentlich immer wie ein kleines Geheimnis behandelt hat. Das wirft dieser ihr dann auch vor. Im Danse Macabre lernt Anita die Werwölfin Cassandra kennen und bemerkt, dass Jean-Claude sich ein paar neue Vampire zugelegt hat. Nach einem erneuten Angriff durch einen Auftragskiller fragt sie Jean-Claude, ob sie bei ihm im Zirkus bleiben kann, ein Arrangement, das Richard gar nicht gefällt, aber für alle am sichersten erscheint.
Die drei beschließen, ihre Kräfte zusammen zu legen und ein Triumvirat zu bilden. Dabei entdecken sie, dass Anita auch Vampire erwecken kann. Da sie allerdings nicht weiß, wie sie die erweckten Vampire wieder in ihre ursprüngliche Form zurückbringen kann, fragt sie Dominic Dumare, der ebenfalls Nekromant ist. Er hilft ihr und bittet Anita, das gleiche bei Sabin zu tun, weil er sich so Heilung für seinen Meister erhofft. Anita stimmt zu, muss allerdings zuerst mit Richard gegen Markus und Raina stellen, die die Auftraggeber für die Attentate gegen Anita waren. Richard kann Markus besiegen, als Anita allerdings sieht, wie das Rudel und Richard sich verwandeln und sich über den Kadaver hermachen, flieht sie und flüchtet in die Arme von Jean-Claude.
Am nächsten Tag erscheint Cassandra und schlägt Anita nieder. Diese erwacht schließlich in Rainas kleiner Pornofabrik, wo Cassandra ihr erklärt, dass es nichts Persönliches ist, aber sie alles tun würde, um Sabin zu retten. Sie ist nämlich die Frau, für die er mit dem Bluttrinken aufgehört hat. Dominic will Richard und Jean-Claude in einem Ritual opfern, um Sabin zu retten. Gabriel hat schon länger die Fantasie, Anita zu vergewaltigen und dann zu töten. Sie lässt sich auf das gefährliche Spiel ein und schafft es, Gabriel zu erledigen und auch Raina zu erschießen.
Anschließend macht sie sich mit Edward und Harley, den Edward als Verstärkung mitgebracht hat, auf, um Richard und Jean-Claude zu retten. Das gelingt ihnen auch, allerdings muss Anita Harley töten, als dieser ausrastet. Dafür schuldet sie Edward nun einen Gefallen.

## Protagonisten
Hauptfiguren
- Anita Blake: Animator, Vampirhenkerin, Polizeiberaterin, Nekromant, Jean-Claudes menschlicher Diener, Richards Lupa, Nimir-Ra der Werleoparden
- Richard Zeeman: Werwolf, Lehrer an der Junior High, Anitas zeitweiliger Freund/Verlobter, später Ulfric der Thronos Rokke
- Jean-Claude: Vampir, Meister der Stadt, Anita schätzt ihn zunächst auf 200 Jahre, erfährt dann jedoch, dass er weitaus älter ist (etwa 400 Jahre), später Anitas Verlobter und Teil der Poly(amourösen) Kerngruppe
- Edward: Kopfgeldjäger, Killer, Anitas Kampfgefährte und Kumpel

Nebenfiguren
- Rudolph „Dolph“ Storr: Chef einer neuen Polizeieinheit zur Bekämpfung übernatürlicher Verbrechen (Regional Preternatural Investigation Team)
- Veronica „Ronnie“ Sims: Anitas beste Freundin, Privatdetektivin
- Gabriel: Anführer der Werleoparden („Nimir raj“)
- Jason Schuyler: Stripper, Werwolf und regelmäßiger Blutspender von Jean-Claude
- Marcus Fletcher: Anführer der Werwölfe („Ulfric“)
- Raina Wallis: Gefährtin von Marcus und Anführerin der Werwölfe („Lupa“)
- Rafael: Anführer der Werratten
- Stephen: Werwolf, Stripper im „Guilty Pleasures“, Freund von Richard
- Nathaniel Graison: Werleopard, Stripper im „Guilty Pleasures“, später Lebensgefährte von Anita und Teil der Poly(amourösen) Kerngruppe
- Micah: Werleopard, ist Nimir Raj und trifft auf seine „Seelenverwandte“ Anita, später Lebensgefährte von Anita und Teil der Poly(amourösen) Kerngruppe

## Ausgaben
Englische Originalausgaben
- Laurell K. Hamilton: Guilty Pleasures. Jove Books, New York 1993. ISBN 0-515-13449-X.
- Laurell K. Hamilton: The Laughing Corpse. 1. Auflage. Ace Books, New York 1994. ISBN 978-0-441-00091-3.
- Laurell K. Hamilton: Circus of the Damned 1. Auflage. Ace Books, New York 1995. ISBN 978-0-441-00197-2.
- Laurell K. Hamilton: The Lunatic Cafe. Berkley Books, New York 2005. ISBN 978-0-425-20137-4.
- Laurell K. Hamilton: Bloody Bones. Berkley Books, New York 2006. ISBN 978-0-425-20567-9.
- Laurell K. Hamilton: The Killing Dance. 7. Auflage. Berkley Books, New York 2006. ISBN 978-0-425-20906-6.
- Laurell K. Hamilton: Burnt Offerings. 7. Auflage. Berkley Books, New York 2007. ISBN 978-0-425-21884-6.
- Laurell K. Hamilton: Blue Moon. Orbit, London 2000. ISBN 978-1-84149-053-3.
- Laurell K. Hamilton: Obsidian Butterfly. Ace Books, New York 2002. ISBN 978-0-441-00781-3.
- Laurell K. Hamilton: Narcissus in Chains. Berkley Books, New York 2001. ISBN 978-0-425-18168-3.
- Laurell K. Hamilton: Cerulean Sins. Berkley Books, New York 2003. ISBN 978-0-425-18836-1.
- Laurell K. Hamilton: Incubus Dreams. Berkley Books, New York 2004. ISBN 978-0-425-19824-7.
- Laurell K. Hamilton: Micah. Jove Books, New York 2006. ISBN 978-0-515-14087-3.
- Laurell K. Hamilton: Danse Macabre. Berkley Books, New York 2006. ISBN 978-0-425-20797-0.
- Laurell K. Hamilton: The Harlequin. Berkley Books, New York 2007. ISBN 978-0-425-21724-5.
- Laurell K. Hamilton: Blood Noir. Berkley Books, New York 2008. ISBN 978-0-425-22219-5.
- Laurell K. Hamilton: Skin Trade. Berkley Books, New York 2009. ISBN 978-0-425-22772-5.
- Laurell K. Hamilton: Flirt. Berkley Books, New York 2010. ISBN 978-0-425-23567-6.
- Laurell K. Hamilton: Bullet. Berkley Books, New York 2010. ISBN 978-0-425-23433-4.

Deutsche Ausgaben
- Laurell K. Hamilton: Bittersüsse Tode. 3. Auflage. Bastei Lübbe, Bergisch Gladbach 2003. ISBN 978-3-404-15053-3. (OT: Guilty Pleasures)
- Laurell K. Hamilton: Blutroter Mond. 1. Auflage. Bastei Lübbe, Bergisch Gladbach 2005. ISBN 978-3-404-15258-2. (OT: Laughing Corpse)
- Laurell K. Hamilton: Zirkus der Verdammten. 2. Auflage. Bastei Lübbe, Bergisch Gladbach 2005. ISBN 978-3-404-15371-8. (OT: Circus of the Damned)
- Laurell K. Hamilton: Gierige Schatten. 1. Auflage. Bastei Lübbe, Bergisch Gladbach 2006. ISBN 978-3-404-15466-1. (OT: The Lunatic Cafe)
- Laurell K. Hamilton: Bleiche Stille. 2. Auflage. Bastei Lübbe, Bergisch Gladbach 2006. ISBN 978-3-404-15548-4. (OT: Bloody Bones)
- Laurell K. Hamilton: Tanz der Toten. 1. Auflage. Bastei Lübbe, Bergisch Gladbach 2007. ISBN 978-3-404-15626-9. (OT: The Killing Dance)
- Laurell K. Hamilton: Dunkle Glut. 2. Auflage. Bastei Lübbe, Bergisch Gladbach 2007. ISBN 978-3-404-15756-3. (OT: Burnt Offerings)
- Laurell K. Hamilton: Ruf des Blutes. 1. Auflage. Bastei Lübbe, Bergisch Gladbach 2009. ISBN 978-3-404-15972-7. (OT: Blue Moon)
- Laurell K. Hamilton: Göttin der Dunkelheit. 1. Auflage. Bastei Lübbe, Bergisch Gladbach 2010. ISBN 978-3-404-16410-3. (OT: Obsidian Butterfly 1. Teil)
- Laurell K. Hamilton: Herrscher der Finsternis. 1. Auflage. Bastei Lübbe, Bergisch Gladbach 2010. ISBN 978-3-404-16442-4. (OT: Obsidian Butterfly 2. Teil)
- Laurell K. Hamilton: Jägerin des Zwielichts. 1. Auflage. Bastei Lübbe, Bergisch Gladbach 2010. ISBN 3-404-16054-1. (OT: Narcissus in Chains 1. Teil)
- Laurell K. Hamilton: Nacht der Schatten. 1. Auflage. Bastei Lübbe, Bergisch Gladbach 2011. ISBN 3-404-16588-8. (OT: Narcissus in Chains 2. Teil)
- Laurell K. Hamilton: Finsteres Verlangen. 1. Auflage. Bastei Lübbe, Bergisch Gladbach 2012. ISBN 978-3-404-16677-0. (OT: Cerulean Sins)
- Laurell K. Hamilton: Schwarze Träume. 1. Auflage. Bastei Lübbe, Bergisch Gladbach 2013. ISBN 978-3-404-16740-1. (OT: Incubus Dreams 1.Teil)
- Laurell K. Hamilton: Blinder Hunger 1. Auflage. Bastei Lübbe, Bergisch Gladbach 2013. ISBN 978-3-404-16806-4. (OT: Incubus Dreams 2.Teil)

### Comic
Seit dem 20. Oktober 2006 wird Guilty Pleasures von Marvel Comics als monatliches Comic herausgegeben. In der Folge erschienen auch gebundene Sammelausgaben.
- Laurell K Hamilton, Stacie Ritchie, Jess Ruffner-Booth, Brett Booth: Anita Blake, vampire hunter, Vol. 1, Guilty pleasures. 1. Auflage. Marvel Pub., New York 2007. ISBN 978-0-7851-2723-9.

### Hörbuch
- Laurell K. Hamilton: Bittersüsse Tode. Hörbuch, 6 CDs. Breu Media, 2008. ISBN 978-3-9812514-0-1. (OT: Guilty Pleasures)